# Ludwik Bartłomiej Lemański

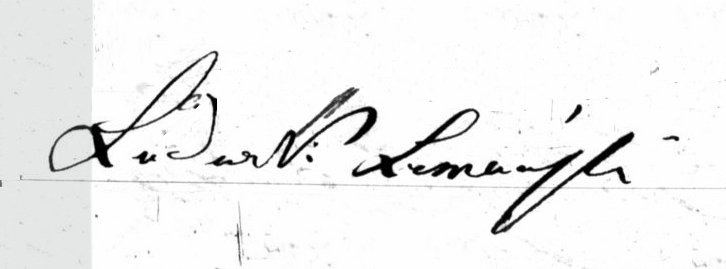
Podpis Ludwika Lemańskiego (1815)

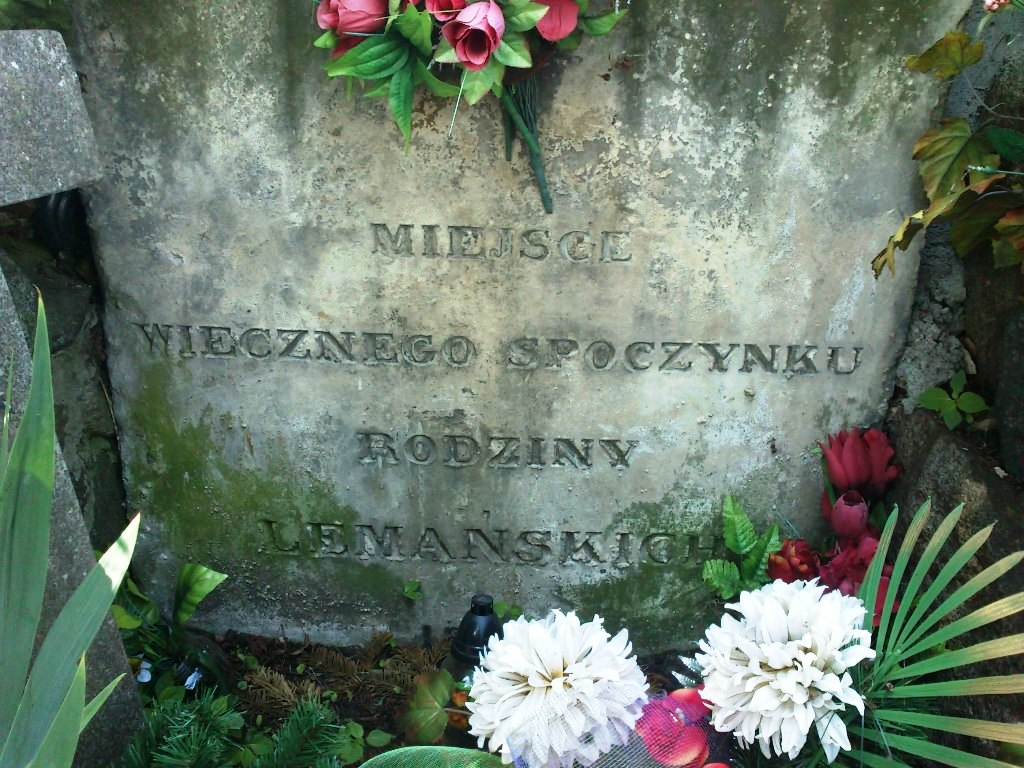
Grobowiec rodziny Lemańskich na cmentarzu w Bratoszewicach

Ludwik Bartłomiej Lemański herbu Bukowczyk (ur. 25 sierpnia 1788 w Buku koło Poznania, zm. 31 marca 1861 w Witkowicach w powiecie częstochowskim) – uczestnik wojen napoleońskich, kapitan Wojska Polskiego odznaczony Orderem Legii Honorowej i Krzyżem Kawalerskim Orderu Virtuti Militari, ziemianin.

## Życiorys
Ludwik Bartłomiej był najmłodszym synem bukowskiego burmistrza Kazimierza Lemańskiego i jego żony Joanny z Górskich. Co najmniej do 1799 roku mieszkał w Wielkiej Wisi pod Bukiem, w majątku swojej starszej siostry Rozalii żony Józefa Szpotańskiego. Nie zachowały się informacje na temat jego wykształcenia. Już jako 19-latek służył w 3 Pułku Piechoty płk Edwarda Żółtowskiego. 13 stycznia 1807 roku został podporucznikiem, 7 maja 1808 awansowany na porucznika, a 5 czerwca 1809 na kapitana. Wyróżnił się 16 czerwca 1809 roku w walkach pod Sandomierzem w czasie wojny polsko-austriackiej. W szeregach Wojska Polskiego wziął udział w wojnie Napoleona przeciw Rosji. Ranny w bitwie pod Smoleńskiem 17 sierpnia 1812 roku. Szczególną odwagą wykazał się w bitwie pod Borodino. Szaleńczym zrywem, w grupie kilkunastu piechurów pod dowództwem płk Ignacego Aleksandra Blumera, przedarł się przez szeregi rosyjskie. 11 października 1812 roku został odznaczony orderem Legii Honorowej („Kapitan Lemański z 3 Pułku Piechoty, patent nr 33.422”). Po raz drugi ranny 29 listopada 1812 roku, w ostatnim dniu bitwy pod Berezyną. Dostał się do niewoli i 25 marca 1815 został wcielony do batalionu grenadierów. Odznaczony Krzyżem Kawalerskim Orderu Virtuti Militari („Lemański Ludwik, kapitan z batalionu instruktorów grenadyerów”). Był członkiem loży wolnomularskiej „Wolność Odzyskana”. Wiele informacji o kpt. Lemańskim podaje hr. Aleksander Fredro, także oficer z czasów napoleońskich.
Od 1816 mieszkał w Zwoleniu i był dziedzicem tamtejszego majątku ziemskiego. W późniejszych latach piastował urząd Sędziego Pokoju pow. kozienickiego. Ożenił się w 1815 roku z Teodorą z domu Bagińską, wdową po kapitanie Grzegorzu Łazarowiczu. Urodziło im się pięć córek i syn Kazimierz (1825-1885) – od 1852 roku dziedzic Bratoszewic koło Łodzi. Najstarsza córka Aniela Joanna (1816-1918) wyszła za Sylwestra Dębińskiego. Kolejna Ludwika Teodora (1818-?) wyszła za Dominika Jana Józefa Cichockiego h. Nałęcz. Trzecią była Kornelia Marianna (1820-1860), żona Ludwika Walentego Hipolita Komierowskiego z Komierowa h. Pomian. Najmłodsza Teodora Marianna (1833-1881) wyszła za Marcelego Ludwika Watraszewskiego. Ludwik Bartłomiej Lemański zmarł 31 marca 1861 roku w Witkowicach - majątku należącym do męża jego córki Anieli. W akcie zgonu podano: „w dniu Trzydziestym Pierwszym Marca roku bieżącego [...] umarł Ludwik Lemański we Wsi Witkowicach właściciel dóbr z Zwolenia były Pułkownik Woysk Polskich lat Siedmdziesiąt Trzy maiący urodzony Wielkiej Wsi Księstwie Poznańskim z Kazimierza i Joanny z Gurskich iuż nieżyiących małżonków Lemańskich zostawiwszy po sobie owdowiałą żonę Teodorę z Bagińskich Lemańską w Bratoszewicach zamieszkałą”. Został pochowany na cmentarzu w Bratoszewicach.
Ludwik Bartłomiej Lemański herbu Bukowczyk został ujęty pod numerem 683 w wykazie szlachty dziedzicznej, która „nabyła tego stanu przed ogłoszeniem prawa”. W późniejszym Spisie Szlachty Królestwa Polskiego i opierających się na nim Herbarzach, wymieniony jako syn kpt. Józefa Lemańskiego. Informacja ta nie jest zgodna z zapisami metrykalnymi. Kapitan Józef Lemański h. Bukowczyk – oficer IX Regimentu Piechoty Wojsk Koronnych, nobilitowany 9 grudnia 1790 roku – był stryjecznym bratem Ludwika Bartłomieja Lemańskiego (ich ojcowie byli braćmi).